# Liga Mexicana de Béisbol
La Liga Mexicana de Béisbol o LMB (in lingua inglese: Mexican Baseball League) è il massimo campionato messicano di baseball. È una delle leghe della Tripla-A nell'organizzazione della Minor League Baseball (MiLB). A differenza degli altri due circuiti di Tripla-A (la International League e la Pacific Coast League) le squadre della Mexican League non sono affiliate a franchigie di Major League. Vi partecipano 16 squadre, suddivise in due divisioni e viene giocato da metà marzo a metà agosto. 

## Storia
Quando fu fondata, nel 1925, la lega comprendeva sei formazioni (74 Regimiento, México, Agraria, Nacional, Guanajuato e Águila). La lega non entrò a far parte della National Association of Professional Baseball Leagues (Minor League Baseball) fino agli anni 50, quando fu designata come lega di Doppia-A. Nel 1967 venne classificata lega di Tripla-A.
Nel corso degli anni la lega costituì nuove squadre dislocate in tutto il territorio fino ad arrivare col passare degli anni, alla struttura attuale, con 16 squadre suddivise in divisione nord e divisione sud (ciascuno da 8 squadre), le quali giocano circa 120 partite a stagione, anche di intergirone. Il titolo messicano di baseball viene conferito al vincitore della serie di partite di finale, sette di solito, tra le prime due classificate di ogni divisione.

## Squadre 2021
Divisione nord 
     Divisione sud
| Zona           | Squadra                      | Città               | Stato             | Stadio                                      |
| -------------- | ---------------------------- | ------------------- | ----------------- | ------------------------------------------- |
| Divisione nord | Acereros de Monclova         | Monclova            | Coahuila          | Estadio Monclova                            |
| Divisione nord | Algodoneros de Unión Laguna  | Torreón             | Coahuila          | Estadio Revolución                          |
| Divisione nord | Generales de Durango         | Durango             | Durango           | Estadio Francisco Villa                     |
| Divisione nord | Mariachis de Guadalajara     | Guadalajara         | Jalisco           | Estadio Panamericano                        |
| Divisione nord | Rieleros de Aguascalientes   | Aguascalientes      | Aguascalientes    | Estadio Alberto Romo Chávez                 |
| Divisione nord | Saraperos de Saltillo        | Saltillo            | Coahuila          | Estadio Francisco I. Madero                 |
| Divisione nord | Sultanes de Monterrey        | Monterrey           | Nuevo León        | Estadio de Béisbol Monterrey                |
| Divisione nord | Tecolotes de los Dos Laredos | Nuevo Laredo Laredo | Tamaulipas Texas  | Parque La Junta Uni-Trade Stadium           |
| Divisione nord | Toros de Tijuana             | Tijuana             | Bassa California  | Estadio Chevron                             |
| Divisione sud  | Bravos de León               | León                | Guanajuato        | Estadio Domingo Santana                     |
| Divisione sud  | Diablos Rojos del México     | Città del Messico   | Città del Messico | Estadio Alfredo Harp Helú                   |
| Divisione sud  | Guerreros de Oaxaca          | Oaxaca de Juárez    | Oaxaca            | Estadio Lic. Eduardo Vasconcelos            |
| Divisione sud  | Leones de Yucatán            | Mérida              | Yucatán           | Estadio Kukulcán                            |
| Divisione sud  | Olmecas de Tabasco           | Villahermosa        | Tabasco           | Parque Centenario 27 de Febrero             |
| Divisione sud  | Pericos de Puebla            | Puebla              | Puebla            | Estadio Hermanos Serdán                     |
| Divisione sud  | Piratas de Campeche          | Campeche            | Campeche          | Estadio Nelson Barrera Romellón             |
| Divisione sud  | Rojos del Águila de Veracruz | Veracruz            | Veracruz          | Parque Deportivo Universitario "Beto Ávila" |
| Divisione sud  | Tigres de Quintana Roo       | Cancún              | Quintana Roo      | Estadio Beto Ávila                          |

## Albo d'Oro
| Anno | Vincitore                    | Serie | Finalista                    |
| ---- | ---------------------------- | ----- | ---------------------------- |
| 1925 | 74 Regimiento de San Luis    | 3-1   | Club México                  |
| 1926 | Ocampo de Jalapa             | *     | Carmona de México            |
| 1927 | Gendarmería de México        | *     | Club México                  |
| 1928 | Policía del DF               | 2-0   | Bravo Izquierdo de Puebla    |
| 1929 | Chiclet's Adams de México    | 2-1   | Delta de México              |
| 1930 | Tigres de Comintra           | *     | Obras Públicas de México     |
| 1931 | Obras Públicas de México     | *     | Comunicaciones de México     |
| 1932 | Tráfico de México            | *     | Club Pachuca                 |
| 1933 | Tigres de Comintra           | 3-2   | Club Pachuca                 |
| 1934 | Monte de Piedad de México    | *     | Tuneros de San Luis          |
| 1935 | Agrario de México            | *     | Tigres de Comintra           |
| 1936 | Agrario de México            | *     | Lomas de México              |
| 1937 | Aguila de Veracruz           | 3-0   | Agrario de México            |
| 1938 | Aguila de Veracruz           | *     | Agrario de México            |
| 1939 | Cafeteros de Córdoba         | *     | Aguila de Veracruz           |
| 1940 | Azules de Veracruz México    | *     | Diablos Rojos del México     |
| 1941 | Azules de veracruz México    | *     | Diablos Rojos del México     |
| 1942 | Algodoneros del Unión Laguna | *     | Industriales de Monterrey    |
| 1943 | Industriales de Monterrey    | *     | Algodoneros del Unión Laguna |
| 1944 | Azules de Veracruz México    | *     | Industriales de Monterrey    |
| 1945 | Alijadores de Tampico        | *     | Tecolotes de Nvo. Laredo     |
| 1946 | Alijadores de Tampico        | *     | Diablos Rojos del México     |
| 1947 | Industriales de Monterrey    | *     | Diablos Rojos del México     |
| 1948 | Industriales de Monterrey    | *     | Pericos de Puebla            |
| 1949 | Industriales de Monterrey    | 4-0   | Algodoneros del Unión Laguna |
| 1950 | Algodoneros del Unión Laguna | 4-2   | Charros de Jalisco           |
| 1951 | Azules de Veracruz México    | 4-1   | Tuneros de San Luis          |
| 1952 | Aguila de Veracruz           | *     | Algodoneros del Unión Laguna |
| 1953 | Tecolotes de Nvo. Laredo     | *     | Sultanes de Monterrey        |
| 1954 | Tecolotes de Nvo. Laredo     | *     | Leones de Yucatán            |
| 1955 | Tigres Capitalinos           | 2-0   | Tecolotes de Nvo. Laredo     |
| 1956 | Diablos Rojos del México     | *     | Tigres Capitalinos           |
| 1957 | Leones de Yucatán            | *     | Diablos Rojos del México     |
| 1958 | Tecolotes de Nvo. Laredo     | *     | Diablos Rojos del México     |
| 1959 | Petroleros de Poza Rica      | *     | Tecolotes de Nvo. Laredo     |
| 1960 | Tigres Capitalinos           | *     | Aguila de Veracruz           |
| 1961 | Aguila de Veracruz           | *     | Pericos de Puebla            |
| 1962 | Sultanes Monterrey           | *     | Aguila de Veracruz           |
| 1963 | Pericos de Puebla            | *     | Diablos Rojos del México     |
| 1964 | Diablos Rojos del México     | *     | Pericos de Puebla            |
| 1965 | Tigres Capitalinos           | *     | Pericos de Puebla            |
| 1966 | Tigres Capitalinos           | 4-2   | Diablos Rojos del México     |
| 1967 | Charros de Jalisco           | *     | Broncos de Reynosa           |
| 1968 | Diablos Rojos del México     | *     | Aguila de Veracruz           |
| 1969 | Broncos de Reynosa           | *     | Sultanes de Monterrey        |
| 1970 | Aguila de Veracruz           | 4-2   | Diablos Rojos del México     |
| 1971 | Charros de Jalisco           | 4-3   | Saraperos de Saltillo        |
| 1972 | Cafeteros de Córdoba         | 4-2   | Saraperos de Saltillo        |
| 1973 | Diablos Rojos del México     | 4-3   | Saraperos de Saltillo        |
| 1974 | Diablos Rojos del México     | 4-0   | Algodoneros de Gomez Palacio |
| 1975 | Alijadores de Tampico        | 4-1   | Cafeteros de Córdoba         |
| 1976 | Diablos Rojos del México     | 4-2   | Algodoneros del Unión Laguna |
| 1977 | Tecolotes de Nvo. Laredo     | 4-1   | Diablos Rojos del México     |
| 1978 | Rieleros de Aguascalientes   | 4-2   | Algodoneros del Unión Laguna |
| 1979 | Ángeles de Puebla            | 4-3   | Indios de Cd. Juárez         |
| 1980 | Saraperos de Saltillo        | *     | Indios de Cd. Juárez         |
| 1981 | Diablos Rojos del México     | 4-3   | Broncos de Reynosa           |
| 1982 | Indios de Cd. Juárez         | 4-0   | Tigres Capitalinos           |
| 1983 | Piratas de Campeche          | 4-3   | Indios de Cd. Juarez         |
| 1984 | Leones de Yucatán            | 4-2   | Inios de Cd. Juárez          |
| 1985 | Diablos Rojos del México     | 4-1   | Tecolotes de los Dos Laredos |
| 1986 | Ángeles Negros de Puebla     | 4-1   | Sultanes de Monterrey        |
| 1987 | Diablos Rojos del México     | 4-1   | Tecolotes de los Dos Laredos |
| 1988 | Diablos Rojos del México     | 4-1   | Saraperos de Saltillo        |
| 1989 | Tecolotes de los Dos Laredos | 4-2   | Leones de Yucatán            |
| 1990 | Bravos de León               | 4-1   | Algodoneros del Unión Laguna |
| 1991 | Sultanes de Monterrey        | 4-3   | Diablos Rojos del México     |
| 1992 | Tigres Capitalinos           | 4-2   | Tecolotes de los Dos Laredos |
| 1993 | Olmecas de Tabasco           | 4-1   | Tecolotes de los Dos Laredos |
| 1994 | Diablos Rojos del México     | 4-3   | Sultanes de Monterrey        |
| 1995 | Sultanes de Monterrey        | 4-0   | Diablos Rojos del México     |
| 1996 | Sultanes de Monterrey        | 4-1   | Diablos Rojos del México     |
| 1997 | Tigres Capitalinos           | 4-1   | Diablos Rojos del México     |
| 1998 | Guerreros de Oaxaca          | 4-0   | Acereros de Monclova         |
| 1999 | Diablos Rojos del México     | 4-2   | Tigres Capitalinos           |
| 2000 | Tigres Capitalinos           | 4-1   | Diablos Rojos del México     |
| 2001 | Tigres Capitalinos           | 4-2   | Diablos Rojos del México     |
| 2002 | Diablos Rojos del México     | 4-3   | Tigres de la Angelopolis     |
| 2003 | Diablos Rojos del México     | 4-1   | Tigres de la Angelopolis     |
| 2004 | Piratas de Campeche          | 4-1   | Saraperos de Saltillo        |
| 2005 | Tigres de la Angelopolis     | 4-2   | Saraperos de Saltillo        |
| 2006 | Leones de Yucatán            | 4-1   | Sultanes de Monterrey        |
| 2007 | Sultanes de Monterrey        | 4-3   | Leones de Yucatán            |
| 2008 | Diablos Rojos del México     | 4-1   | Sultanes de Monterrey        |
| 2009 | Saraperos de Saltillo        | 4–2   | Tigres de Quintana Roo       |
| 2010 | Saraperos de Saltillo        | 4–1   | Pericos de Puebla            |
| 2011 | Tigres de Quintana Roo       | 4–0   | Diablos Rojos del México     |
| 2012 | Rojos del Águila de Veracruz | 4–3   | Rieleros de Aguascalientes   |
| 2013 | Tigres de Quintana Roo       | 4–1   | Sultanes de Monterrey        |
| 2014 | Diablos Rojos del México     | 4–0   | Pericos de Puebla            |
| 2015 | Tigres de Quintana Roo       | 4–1   | Acereros del Norte           |
| 2016 | Pericos de Puebla            | 4–2   | Toros de Tijuana             |
| 2017 | Toros de Tijuana             | 4–1   | Pericos de Puebla            |
| 2018 | Leones de Yucatan            | 4–3   | Sultanes de Monterrey        |

### Squadre non più esistenti
- Alacranes de Durango (Durango Scorpions)
- Algodoneros de Union Laguna (Union Laguna Cotton Pickers) (Torreón)
- Alijadores de Tampico (Tampico Lightermen)
- Angeles de Puebla (Puebla Angels)
- Astros de Monclova (Monclova Astros)
- Astros de Tampico (Tampico Astros)
- Azules de Coatzacoalcos (Coatzacoalcos Blues)
- Bravos de León (León Braves)
- Broncos de Reynosa (Reynosa Broncos)
- Cachorros de León (León Cubs)
- Cafeteros de Cordoba (Cordoba Coffee Growers)
- Cafeteros de Cordoba/Petroleros de Poza Rica (Cordoba Coffee Growers/Poza Rica Oilers)
- Charros de Jalisco (Jalisco Charros) (Guadalajara, Jalisco)
- Chileros de Xalapa (Xalapa Chili Growers)
- Ganaderos de Tabasco (Tabasco Cattlemen)
- Indios de Ciudad Juarez (Ciudad Juárez Indians)
- Industriales de Monterrey (Monterrey Industrialists)
- Langosteros de Cancun (Cancun Lobstermen)
- Mineros de Coahuila (Coahuila Miners)
- Piratas de Sabinas (Sabinas Pirates)
- Plataneros de Tabasco (Tabasco Banana Growers)
- Potros de Minatitlán (Minatitlán Colts)
- Rieleros de Aguascalientes (Aguascalientes Railroaders)
- Tecolotes de los Dos Laredos (Two Laredos Owls)
- Tigres del Mexico (Mexico City Tigers)
- Tigres de Puebla (Puebla Tigers)
- Toros de Tijuana (Tijuana Bulls)
- Truchas de Toluca (Toluca Trouts)
- Tuneros de San Luis (San Luis Cactus Pear Growers)

## Squadre più titolate
| Squadra                      | Titoli | Ultimo titolo |
| ---------------------------- | ------ | ------------- |
| Diablos Rojos                | 16     | 2014          |
| Tigres                       | 12     | 2015          |
| Sultanes                     | 9      | 2007          |
| Rojos del Águila de Veracruz | 6      | 2012          |
| Tecolotes                    | 5      | 1989          |
| Pericos de Puebla            | 5      | 2016          |